# На пашне. Весна
«На па́шне. Весна́» — картина русского художника Алексея Венецианова (1780—1847), написанная в первой половине 1820-х годов. Хранится в Государственной Третьяковской галерее в Москве (инв. 155). Размер — 51,2 × 65,5 см (по другим данным, 52,3 × 66,7 см). Полотно считается частью цикла картин художника, связанных с крестьянским трудом и написанных в период его жизни в Вышневолоцком уезде Тверской губернии. Начиная с 1840-х годов, в течение нескольких десятилетий история полотна не прослеживается; известно только, что оно было приобретено Павлом Третьяковым не позднее 1893 года.
Центральным образом является статная фигура нарядно одетой матери-крестьянки, которая ведёт двух лошадей с бороной и одновременно наблюдает за сидящим у пашни ребёнком. Она легко идёт по полю, едва касаясь земли, словно паря над ним, как будто она не простая крестьянка, а богиня Флора, олицетворяющая Весну. Полотно является не только реалистичным, но в то же время и аллегоричным произведением, поскольку оно представляет собой обобщённый образ русской земли. Несмотря на относительно небольшой размер полотна, его относят к шедеврам собрания Третьяковской галереи, и оно рассматривается специалистами как неотъемлемая часть классического наследия русской национальной культуры.
По мнению искусствоведа Алексея Савинова, в картине «На пашне. Весна» Венецианов смог связать темы труда и материнства, а также «передать подлинную поэзию материнства, показать очарование юной матери». Искусствовед Михаил Алпатов писал, что некоторый отход от действительности можно оправдать тем, что «это не картина-повесть, а картина-песня», задачей которой является воссоздание радостного настроения, которое охватывает человека при наступлении весны. По словам искусствоведа Галины Леонтьевой, в картине «На пашне. Весна» «всё построено на основе конкретного и абстрактного, реального и идеального» — в частности, героиня полотна вполне естественно воспринимается и простой русской крестьянкой, и богиней Весны.

## История

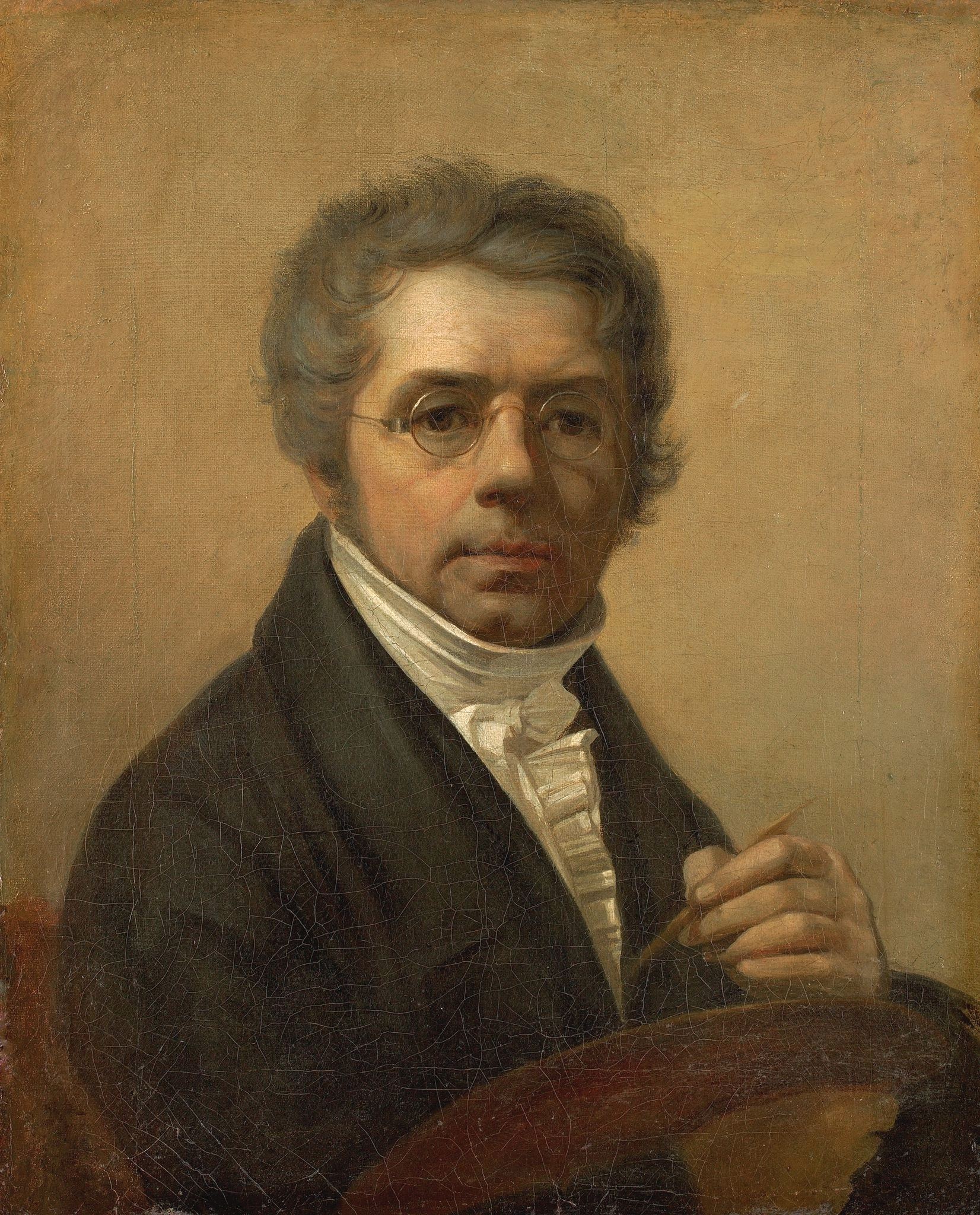
Алексей Венецианов. Автопортрет (1811, ГТГ)

В искусствоведческой литературе существуют разные датировки времени создания картины «На пашне. Весна». Эта неопределённость связана с тем, что Венецианов, как правило, не подписывал и не датировал свои полотна. Зинаида Фомичёва в монографии 1949 года высказывала предположение, что эта картина была создана в 1810-х годах. Одним из аргументов для такой датировки было то, что на Императорском фарфоровом заводе начиная с 1817 года производились статуэтки крестьянок, похожих на героиню полотна Венецианова. Алексей Савинов в своей книге 1955 года в качестве даты создания картины указывал начало 1830-х годов — период наибольшей зрелости творчества художника. В статье, опубликованной в 1963 году, искусствовед Татьяна Алексеева писала, что датировку Савинова следует пересмотреть, поскольку «как манера живописи, типичная для Венецианова в рассматриваемый период, так и образный строй произведения, тесно связанный с мировосприятием людей 10—20-х годов, заставляют нас относить эту картину <…> к 20-м годам». Современные исследователи полагают, что картина «На пашне. Весна» была написана Венециановым в первой половине 1820-х годов, и именно этот временной период указан в каталоге Третьяковской галереи.
Вместе с двумя другими произведениями, написанными в середине 1820-х годов, — «На жатве. Лето» (ГТГ, инв. 156) и «Сенокос» (ГТГ, инв. Ж-1819), картина «На пашне. Весна» рассматривается как часть цикла картин художника, связанных с крестьянским трудом. Иногда эти три произведения Венецианова называют «Временами года» (весна, лето и осень) и даже высказывают предположение, что могла существовать и завершавшая этот цикл четвёртая картина художника — «Зима», но никаких сведений о ней не сохранилось. При этом, так как для крестьян трудовой год начинался в пору весеннего пробуждения земли, вполне вероятно, что картина «На пашне. Весна» представляла собой первую часть этого цикла.
Бо́льшая часть картин крестьянской тематики была создана Венециановым во время его пребывания в Удомельском крае, бывшем частью Вышневолоцкого уезда Тверской губернии (ныне эти места входят в состав Удомельского района Тверской области), где он жил в имениях в сельце Трониха (в одной версте к северо-западу от Дубровского, ныне Венецианово) и в сельце Сафонково (в двух верстах южнее Дубровского); иногда в литературе упоминается только Сафонково. Краевед Дмитрий Подушков, исследовавший этот вопрос, утверждает, что Венецианов с 1819 до 1832 года жил в Тронихе и только после этого переехал в Сафонково. По словам Подушкова, «в Тронихе Венецианов прожил половину своего удомельского периода жизни и именно этот период в творческом плане был наиболее плодотворным».
В первые десятилетия после создания картина была известна под разными названиями: в 1830-е годы — «Крестьянка в поле, ведущая лошадей», в 1838 году, при розыгрыше лотереи Общества поощрения художников (ОПХ), — «Деревенская женщина с лошадьми» (на этой выставке картина была оценена в 350 рублей), а в 1840 году, по-видимому, именно она упоминалась под названием «Женщина, боронящая поле» в статье Нестора Кукольника «Третья художественная лотерея», опубликованной в «Художественной газете» (1 марта 1840 года, № 5, с. 23). В каталоге Третьяковской галереи выставки, на которых была представлена картина, упомянуты как выставки ОПХ 1838 и 1840 годов. По некоторым сведениям, вторая из этих выставок проходила не в 1840-м, а в 1839 году (хотя статья о ней была опубликована в 1840-м).
Имена первых владельцев картины в литературе не указаны. Известно только, что полотно было приобретено Павлом Третьяковым не позднее 1893 года. Искусствовед Светлана Степанова писала: «Появление такого полотна, как „На пашне. Весна“, представляется своего рода загадкой, если не чудом. О нём нет упоминаний ни у самого художника в письмах и автобиографии, ни у его современников. Предыдущие владельцы картины неизвестны, как неизвестно и каким образом Третьяков её приобрёл». В изданной в 1896 году «Описи художественных произведений Городской галереи Павла и Сергея Третьяковых» было указано, что картина «На пашне. Весна» (№ 64) находилась во 2-й комнате (вверху) вместе с шестью другими произведениями Венецианова. В XXI веке картина выставляется в зале № 14 основного здания Третьяковской галереи в Лаврушинском переулке.
В 1947 году картина «На пашне. Весна» экспонировалась на выставке, посвящённой 100-летию со дня смерти Венецианова, которая состоялась в Государственной Третьяковской галерее в Москве. В 1980 году полотно было представлено на юбилейной, посвящённой 200-летию со дня рождения художника выставке, проходившей в Государственном Русском музее в Ленинграде, Калининской областной картинной галерее в Калинине и Третьяковской галерее в Москве. Картина «На пашне. Весна» также входила в число экспонатов выставки «Алексей Венецианов. Пространство, свет и тишина», проходившей с 30 сентября 2021 года по 6 февраля 2022 года в Инженерном корпусе Третьяковской галереи.

## Сюжет, действующие лица и композиция
Полотно «На пашне. Весна» является реалистичным, но в то же время и аллегоричным произведением, поскольку оно олицетворяет собой обобщённый образ русской земли. По словам искусствоведа Алексея Савинова, Венецианов, будучи одним из ведущих мастеров русской пейзажной живописи, «поднялся в этой картине до создания содержательного синтетического образа своей великой родины». Изображая простой сюжет — крестьянку, боронящую поле, — Венецианов превращает его в «эпическую поэму о вечном воскрешении земли и человека». В отличие от двух других частей цикла, полотен «На жатве. Лето» и «Сенокос», картина «На пашне. Весна» решена в горизонтальном, «более повествовательном» формате. 
Бо́льшую часть полотна занимает небо. Венецианов специально изучал поведение облаков, пытался описывать их движение и скорость. В результате ему удалось создать эффект объёмности облаков и их плавного течения. Линия горизонта проходит довольно низко и загибается ещё ниже в правой части картины — это позволяет художнику создать впечатление широкого простора, «бесконечности неба, его „сводообразности“, бескрайности небесной и земной сферы». Линия горизонта многократно прерывается, как фигурами крестьянок с лошадьми, так и другими предметами. Нижнюю часть картины занимает написанное в светло-коричневых тонах поле, простирающееся до самого горизонта, где оно соединяется с небом. У левого края полотна вблизи линии горизонта видны деревенские дома, а у правого края изображены «совсем ещё молоденькие и по-весеннему прозрачные деревца». По словам искусствоведа Татьяны Коваленской, эти «деревца, сквозь которые просвечивает небо, создавая ощущение воздушности, играют существенную роль в том впечатлении хрупкой нежности, которое вызывает русская природа в изображении Венецианова».

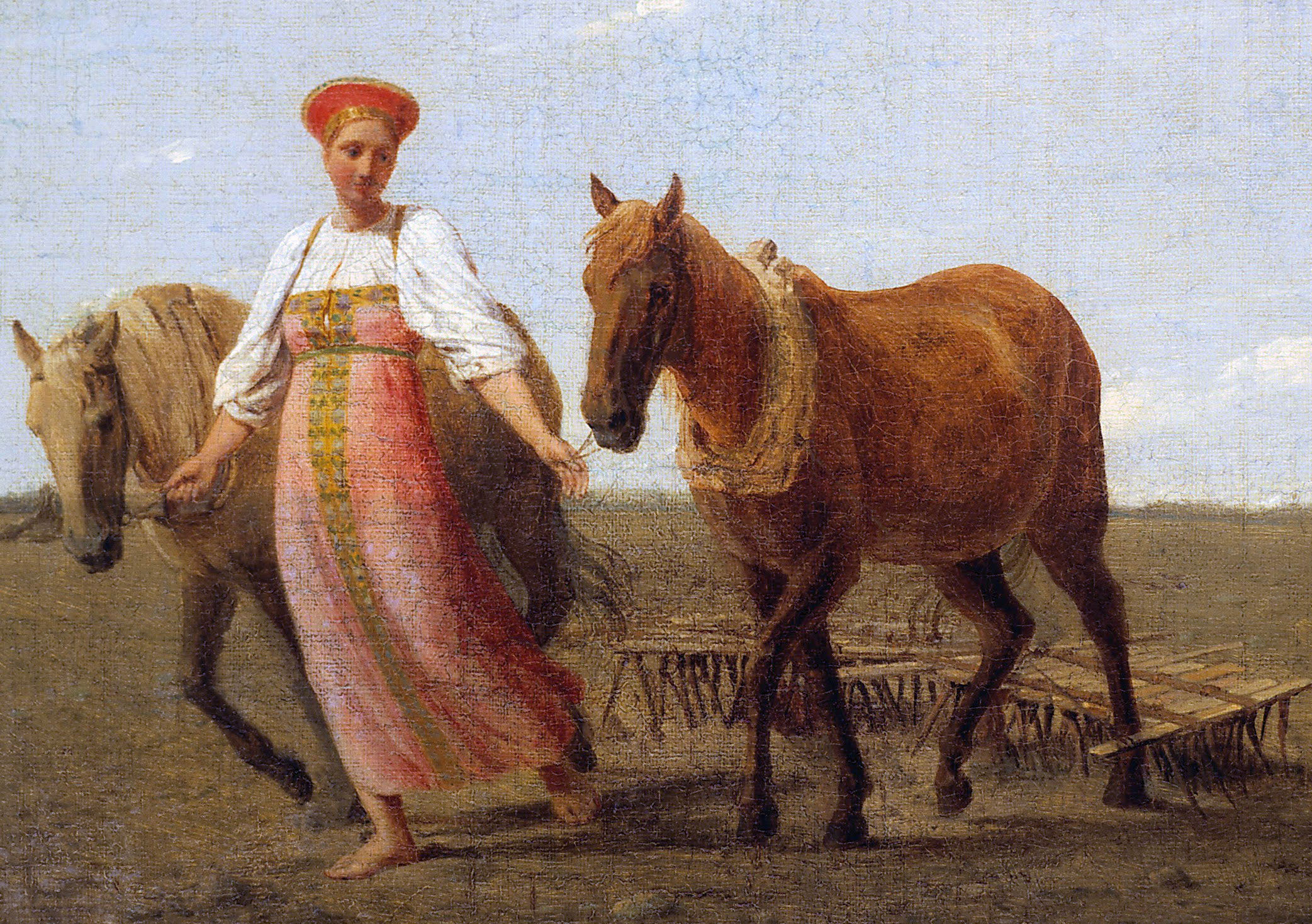
Крестьянка с лошадьми (фрагмент картины)

Центральным образом в картине является статная фигура молодой матери-крестьянки, которая, ведя двух лошадей, в то же время наблюдает за сидящим у пашни ребёнком, изображённым в правом нижнем углу полотна. Крестьянка одета в нарядный розовый сарафан и алый кокошник (или повойник), который воспринимается как античная диадема. Она легко идёт по полю, едва касаясь земли, словно паря над ним, как будто она не простая крестьянка, а богиня Флора, олицетворяющая Весну. Это впечатление усиливается тем, что масштаб её фигуры кажется несколько увеличенным по сравнению с лошадьми, что, впрочем, нисколько не портит композицию. По мнению искусствоведа Михаила Алленова, гиперболизированный рост героини полотна «На пашне. Весна» связан со стремлением автора передать «условно поэтическое» как «безусловно натуральное». Описывая лицо матери-крестьянки, искусствовед Галина Леонтьева отмечала «мягкий овал, гармонию и соразмерность высокого лба, прямого носа, широко поставленных глаз». При этом Венецианов не углубляется в психологию символизирующей Весну крестьянки, не выписывает мелкие подробности её лица, а рассчитывает на «совершенство пластического воплощения всей фигуры в целом», мелодии ритмов и согласованность тонов, которые в совокупности рождают «ощущение возвышенной красоты».

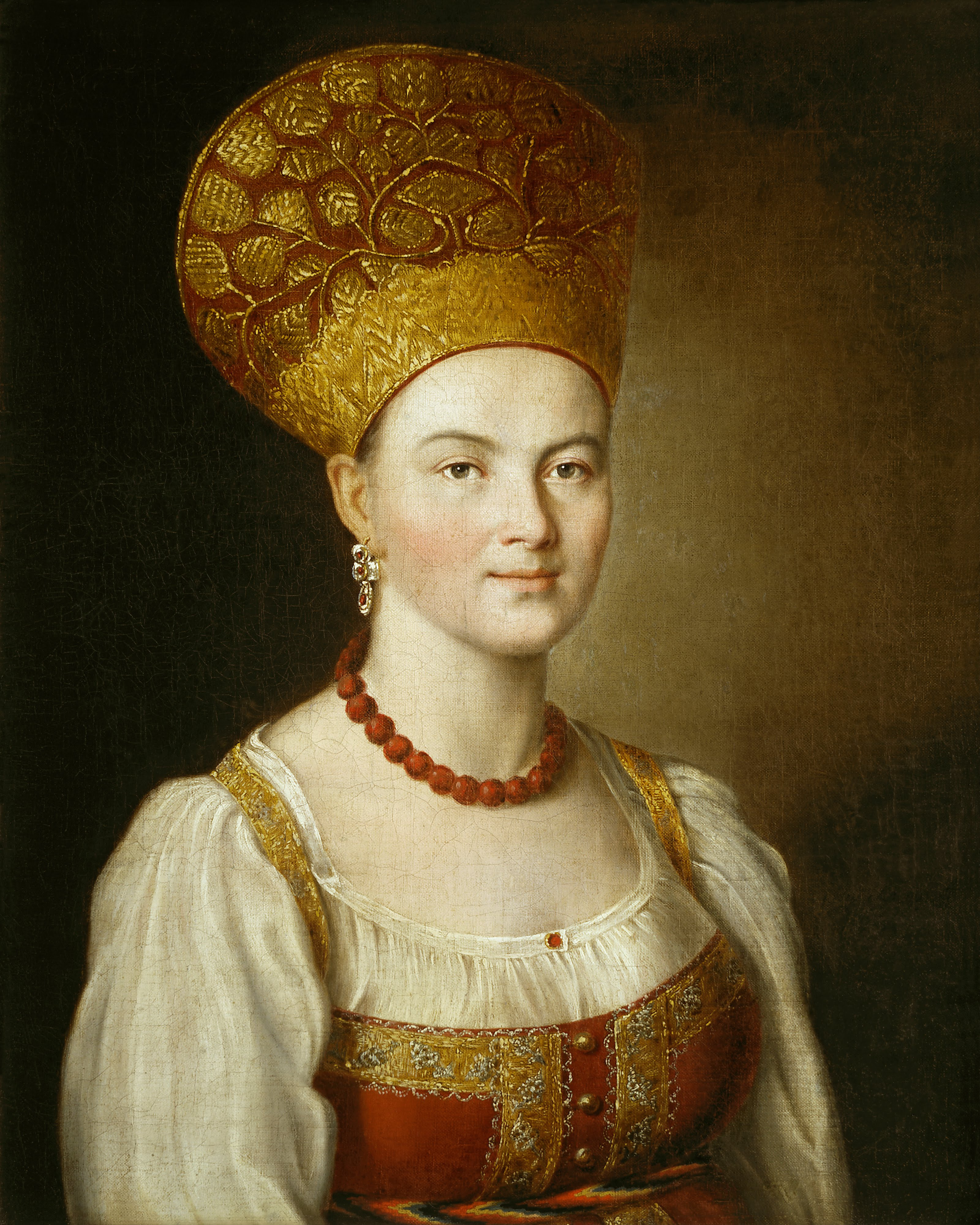
Иван Аргунов. Портрет неизвестной в русском костюме (1784, ГТГ)

Некоторые критики упрекали Венецианова за чересчур нарядную одежду работающей в поле крестьянки. Это, однако, не было «выдумкой» художника — следует помнить о том, что первый день пахоты с древнейших времён считался у русских крестьян праздником, так что в этот день они надевали свои лучшие одежды. Некоторые исследователи проводили аналогию между образом крестьянки на полотне «На пашне. Весна» и написанным за несколько десятилетий до него «Портретом неизвестной в русском костюме» Ивана Аргунова.
В то же время сюжет полотна не является полностью идиллическим — зрителю понятно, что молодая мать видит своего ребёнка лишь урывками, в те моменты, когда она с лошадьми проходит мимо него. Вдали видны фигуры других пашущих крестьянок — удаляющаяся от зрителя женщина с двумя лошадьми слева и, на самой линии горизонта, ещё одна женщина с лошадью справа. Это помогает художнику не только создать эффект пространственности и продемонстрировать масштаб поля, но и показать то, что все заняты трудом. Кроме того, по словам искусствоведа Светланы Степановой, «повторяющиеся фигурки женщин, ведущих лошадей с боронами, образуют некий магический круг, превращая рядовую весеннюю работу в священнодействие». Некоторые силуэты являются полупрозрачными, и через них просвечивает написанный ранее фон, а местами видна и фактура холста. Выкорчеванные пни и некоторые другие детали подчёркивают реалистичность и «невыдуманность» изображённого на картине пейзажа.

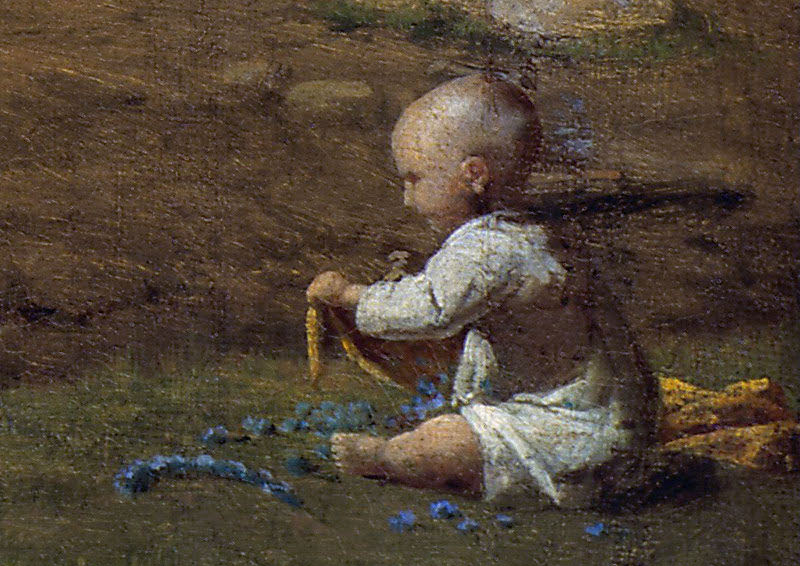
Ребёнок с васильками (фрагмент картины)

Маленький ребёнок, сидящий на травянистой меже у края вспаханной земли, одет в тонкую белую рубашечку, однако, судя по его виду, ему совсем не холодно. Терпеливо ожидая свою маму, он рассматривает васильки, из которых сплетён цветочный венок. Васильки — не весенние, а летние цветы, которые часто растут на полях, где посеяны рожь, пшеница и другие зерновые культуры. По-видимому, художник изобразил эти цветы в качестве «символа неба, лета и будущего урожая».
В цветовой гамме картины важную роль играют голубоватые тона, но при этом нет ощущения холодности цвета — скорее наоборот, он выглядит тёплым и радостным, и его важным дополнением служит «мягкая зелень только что распустившейся листвы». В верхней, белесовато-голубой части картины художник использует «разбелённые, высветленные тона», а в нижней части преобладают зеленовато-охристые цвета. С использованием воздушной перспективы Венецианову удалось создать гармоничный переход тонов «от интенсивных на первом плане ко всё более успокоенным, затухающим в зоне встречи земли и неба».
При работе над картиной Венецианов искал наиболее подходящие живописные приёмы для передачи весеннего деревенского пейзажа. Прозрачность распускающейся зелени деревьев, изображённых у правого края полотна, передана с использованием мазков-пятнышек прозрачных лессировок зелёного цвета, наложенных поверх голубого неба. При написании распахиваемой земли художник использовал утемнённую чёрным охру, а для пробивающейся на ней весенней травки — зеленоватые полулессировки. Едва виднеющийся на горизонте лес изображён с помощью синеватых лессировок. Относительно рельефные мазки использованы только для изображения облаков, а в других частях картины они отсутствуют. Различные живописные приёмы Венецианов применял и при написании лиц и одежды действующих лиц, в первую очередь для центрального образа матери-крестьянки. Голубые тени на белой рубашке представляют собой рефлексы неба. Тени на сарафане представлены малиновыми лессировками по тонкому слою основного розового фона. Вышивка сарафана и черты лица даны обобщёнными мазками-пятнами. В 1965 году искусствовед Алла Лужецкая отмечала, что «фактура картины искажена сморщиванием, вызванным промасленностью холста с оборота».

## Отзывы и критика
Художник и критик Александр Бенуа в своей книге «История русской живописи в XIX веке» в главе, посвящённой Венецианову и его школе, высоко оценив картину «Лето» (имеется в виду «На жатве. Лето»), продолжал: «Также удивительная вещь — парная ей „Весна“, где опять-таки академизмом отдаёт только главная фигура женщины, но где в пейзаже задолго до Саврасова, а в сивке — задолго до П. Соколова выражена вся скромная, тихая прелесть русской весны, милой русской лошадёнки».
Искусствовед Алексей Савинов называл картины «На пашне. Весна» и «На жатве. Лето» прекрасными и глубокими; он писал, что «они отличаются замечательной правдивостью, отсутствием условности в композиции, цвете, в характеристике образов; изображённые в них люди живут в своём мире». По его мнению, в картине «На пашне. Весна» Венецианов смог связать темы труда и материнства, а также «передать подлинную поэзию материнства, показать очарование юной матери». Обсуждая «скромный, но близкий и знакомый каждому весенний пейзаж», Савинов писал, что Венецианов стремился передать «тихую прелесть, свойственную русской природе». Савинов высоко оценивал мастерство художника, показанное им в этом произведении, — он отмечал, что «по благородству мыслей, по силе чувства, по совершенству исполнения эта небольшая картина Венецианова принадлежит к классическому наследию национальной культуры».

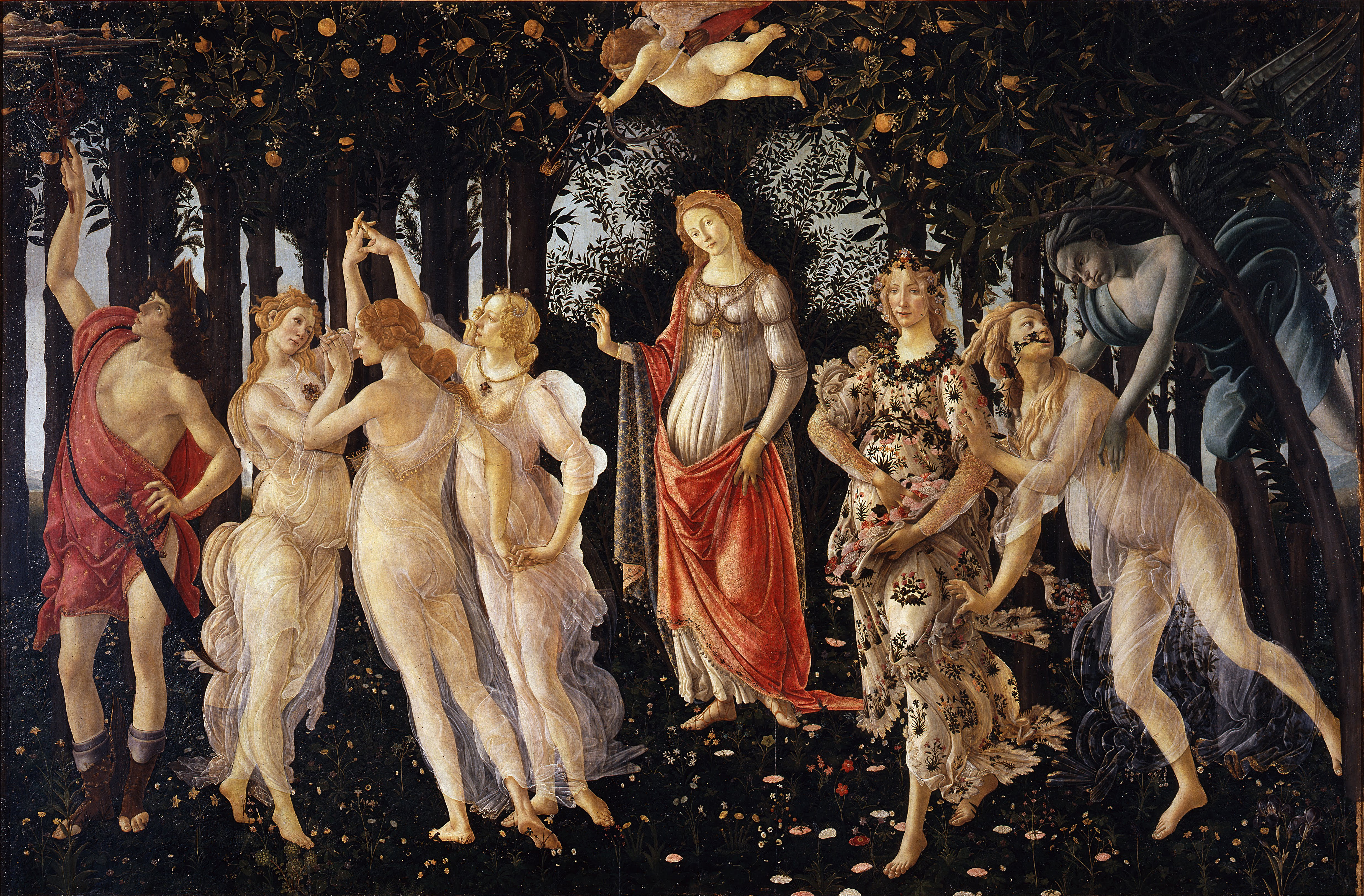
Сандро Боттичелли. Весна (1482, Уффици)

Искусствовед Татьяна Коваленская отмечала, что воплотить поэзию весны пробовали многие художники, и лучшим из таких воплощений является картина «Весна» (итал. La Primavera) итальянского живописца периода кватроченто Сандро Боттичелли. По мнению Коваленской, в этом ряду находится и картина Венецианова «На пашне. Весна», которая является единственной в своём роде, поскольку «в ней впервые в истории искусства весна явилась в образе русской крестьянки с атрибутами в виде деревенских лошадок, отощавших за зиму, и деревянной бороны». Обсуждая критические замечания в адрес Венецианова, связанные с идеализированностью крестьянского труда и образа идущей по полю женщины, Коваленская писала, что душу окружающей природы и саму весну мог олицетворять именно такой образ молодой крестьянки, которая «как бы вбирает в себя ту ласку, которая разлита в тёплом весеннем воздухе, и вновь излучает её на окружающее, на ребёнка, к которому направлены её грациозное движение и любящий взгляд».
Отмечая возможные несоответствия действительности — нарядный сарафан, «танцующую походку» крестьянки по свежевспаханному полю, соотношение её роста с размерами лошадей, искусствовед Михаил Алпатов писал, что это полотно Венецианова не следует рассматривать как обычную жанровую картину; по его словам, «это не картина-повесть, а картина-песня, и поэтические вольности и умолчания её оправданы задачей воссоздать лишь общее представление весны, то радостное настроение, которое охватывает человека». По мнению Алпатова, изображённые на этом полотне высокое прозрачное небо, бескрайние просторы полей, а также обилие света — «всё то, что так радует глаз весной на поле» — свидетельствуют о том, что Венецианов «хотел воспеть весну как время, когда пробуждение обновлённой природы деревенские женщины празднуют хороводами и плясками».

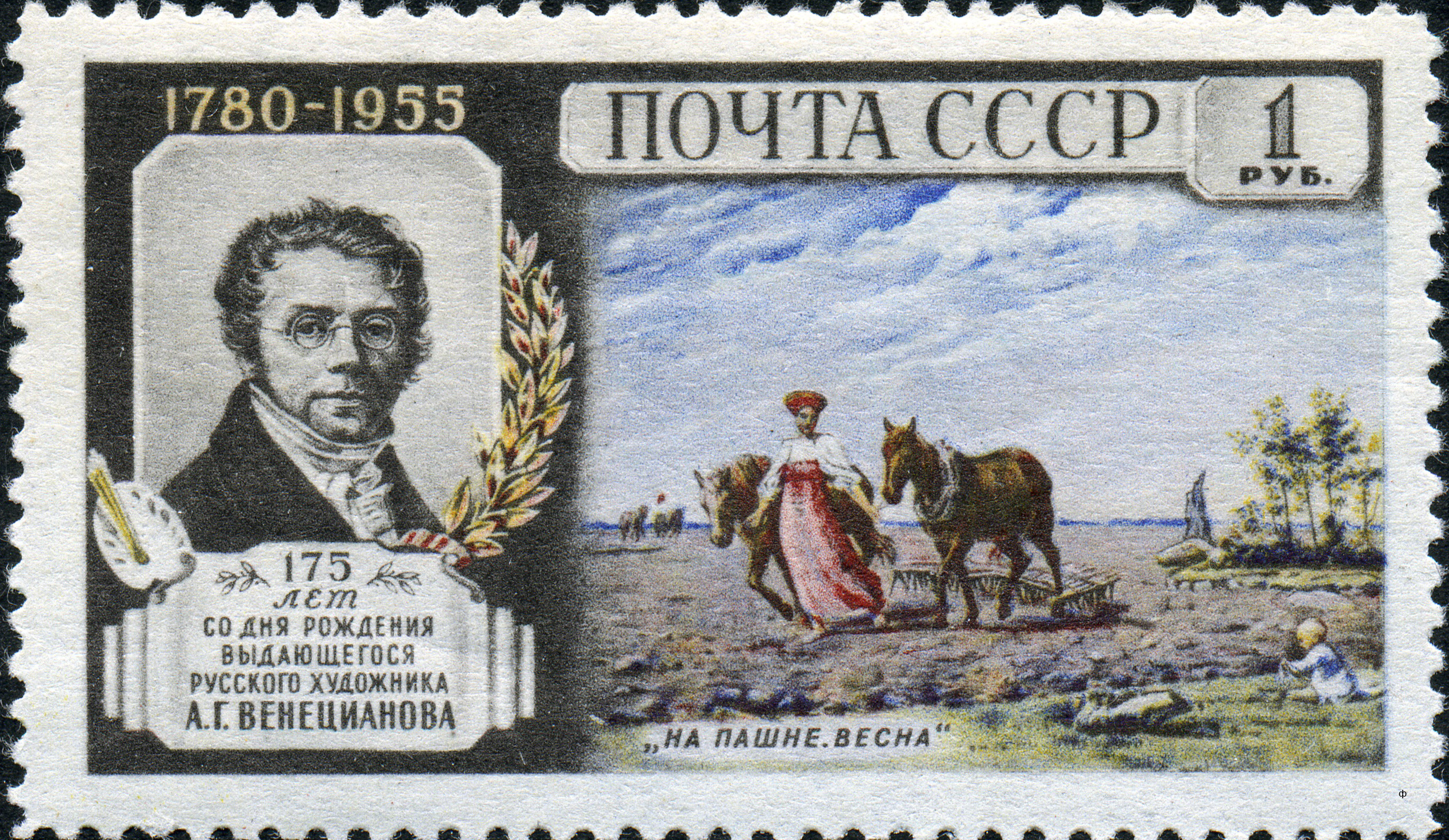
Картина «На пашне. Весна» на почтовой марке СССР 1955 года

Искусствовед Марина Шумова писала, что картина «На пашне. Весна» — «произведение большой поэтической силы, в котором непосредственное восприятие жизни тесно переплелось с тщательно продуманным воплощением определённой художественной программы». К тому, что проистекает из непосредственных жизненных впечатлений, Шумова относила «трогающий душу русского человека пейзаж», понурых лошадей, а также сидящего на земле ребёнка. При этом нарядная одежда женщины, а также её лёгкая походка и грациозный силуэт скорее ассоциируются «с образом богини, чем с боронящей землю крестьянкой», да и «масштаб фигуры несоразмерно велик». Тем не менее, по словам Шумовой, эти несоразмерности практически незаметны, поскольку «этот синтезированный, намеренно приподнятый, даже возвеличенный образ воплощает глубоко национальный  идеал художника, его представления о прекрасном в природе и человеке».
По мнению искусствоведа Галины Леонтьевой, поэтическую сущность полотна «На пашне. Весна» можно определить как «причащение человека к вечности через слияние с миром природы». Несмотря на кажущуюся простоту сюжета этого произведения, заключающегося в элементарном действии — «женщина боронит пашню», в нём таится «поистине необъятная глубина» лирико-философского подтекста. По словам Леонтьевой, человек и природа в этой венециановской картине «настолько взаимопроникающе слиты, что разъять их — значит нарушить образную цельность». Леонтьева отмечала, что в картине «На пашне. Весна» «всё построено на основе конкретного и абстрактного, реального и идеального» — в частности, героиня полотна вполне естественно воспринимается и простой русской крестьянкой, и богиней Весны.
Обсуждая полотно «На пашне. Весна» и другие картины крестьянского цикла художника, искусствовед Дмитрий Сарабьянов писал, что в них Венецианов «первым открыл русскую природу — и прежде всего землю и небо — в естественном бытии и сразу познал в ней едва ли не самые существенные стороны». С одной стороны, это проявляется в том, насколько тщательно художник «разрабатывает передний план, выписывая взрыхлённую землю, травы, камни, листья», а с другой — «земля словно раздвигается до бесконечности, выходя за пределы картинного поля, не будучи ограничена по сторонам кулисами» — эти, казалось бы, противоположные свойства гармонично соединяются на полотне Венецианова, не исключая, а дополняя друг друга.
Искусствовед Светлана Степанова относила картину «На пашне. Весна» к немногочисленным поэтизированным работам Венецианова, наделённым метафорическим подтекстом. Отмечая, что главная героиня этого полотна воспринимается «не простой крестьянкой, а Флорой, олицетворяющей весну и возвышенную красоту», Степанова напоминала, что в XIX веке Флора была популярным в русской поэзии персонажем, встречавшимся в произведениях Дмитрия Хвостова и других поэтов. По мнению Степановой, целомудренный облик венециановской крестьянки, с её воздушной поступью и лёгким изгибом фигуры, по своему пластическому решению близок богородицам, святым и ангелам Владимира Боровиковского (а с точки зрения походки — героиням его картин «Екатерина II на прогулке в Царскосельском парке» и «Портрет Д. А. Державиной»), а также, до некоторой степени, шагающей по облакам «Сикстинской мадонне» Рафаэля.

## Комментарии
1. ↑  В 1893 году вышло первое издание «Описи художественных произведений Городской галереи Павла и Сергея Третьяковых»[20].
2. ↑  Искусствовед Андрей Романовский отмечал, что черты матери-крестьянки с картины «На пашне. Весна» перекликаются с «лёгким античным абрисом» героини более позднего полотна Павла Федотова «Вдовушка» (1851—1852)[37].
3. ↑  Владимир Боровиковский был одним из учителей Алексея Венецианова[59][60].
4. ↑  Аналогию между матерью-крестьянкой с полотна Венецианова и «Сикстинской мадонной» Рафаэля также отмечал искусствовед Михаил Алленов[62].